# NGC 232
NGC 232 (ook wel PGC 2559, ESO 474-15, MCG -4-2-40, VV 830, AM 0040-234 of IRAS00402-2350) is een balkspiraalstelsel in het sterrenbeeld Walvis.
NGC 232 werd in 1886 ontdekt door de Amerikaanse astronoom Francis Preserved Leavenworth.